# Останься со мной
«Останься со мной» (англ. Stand by Me) — комедийная драма о взрослении 1986 года, снятая Робом Райнером по повести Стивена Кинга «Тело» из сборника «Четыре сезона». Адаптацию повести написали Рэйнольд Гидеон и Брюс А. Эванс, выдвинутые за свою работу на награду Американской Гильдии сценаристов и премию «Оскар» в категории «Лучший адаптированный сценарий». Главные роли исполнили Уил Уитон, Ривер Феникс, Кори Фельдман и Джерри О’Коннелл, которые за свои перевоплощения получили награду «Молодой актёр» имени Джеки Кугана. В фильме также снялись Ричард Дрейфус, Кифер Сазерленд, Джон Кьюсак, Гари Райли, Маршалл Белл и Брюс Кирби.
Картина была представлена в двух категориях на 44-й церемонии вручения премии Голливудской ассоциации иностранной прессы «Золотой глобус»: «Лучший драматический фильм» и «Лучшая режиссура» (Роб Райнер).

## Сюжет
Конец жаркого лета 1959 года. Провинциальный городок Касл-Рок в штате Орегон, расположенный в лесистой местности, взбудоражен известием о пропаже мальчика по имени Рей Брауер, который отправился в лес за черникой, но так и не вернулся. Обещано вознаграждение тем, кто найдет его тело.
Занятый раскопками своей банки с деньгами под верандой дома, Верн Тессио (Джерри О’Коннелл) случайно слышит разговор своего старшего брата Билли и его приятеля о том, что они наткнулись на труп Рея в лесу рядом с железнодорожным полотном, проходящим неподалёку от реки Роял Ривер. Вероятно, его сбил поезд. Однако они боятся сообщить об этом в полицию, так как катались в то время на угнанном автомобиле по пригородной дороге на Харлоу.
С этим известием Верн спешит в домик на дереве, где его друзья Горди Лашанс (Уил Уитон), Крис Чеймберс (Ривер Феникс) и Тедди Дюшан (Кори Фельдман) играют в карты. Ребята решают пуститься в двухдневный поход на поиски тела Рея Брауера, чтобы стать героями своего городка и получить вознаграждение. По дороге они сталкиваются с грозным псом Чоппером и хозяином автомобильной свалки Майло Прессманом, спасаются от движущегося поезда на узком мосту через реку, ночуют в лесу под вой хищников, перебираются через болото, полное пиявок. В конце они встречаются с Тузом Мерриллом (Кифер Сазерленд) и его компанией в поединке за тело Рея. Ребята выигрывают поединок и получают полный контроль над телом покойного, однако они решают не уносить его, как планировали раньше в надежде получить награду, а сделать анонимный звонок в полицию. Они уходят обратно домой под большим впечатлением от всего случившегося за эти два дня, почти не разговаривая на протяжении всего пути.
В начале и в финале показан повзрослевший Гордон Лашанс (в титрах упоминается как «Писатель») в исполнении Ричарда Дрейфуса, от чьего лица ведётся закадровое повествование на протяжении всего фильма. Горди рассказывает зрителю о том, что Крис Чеймберс выбрался из города, поступил в колледж и стал адвокатом, «добившись своего, как это всегда бывало». Также говорится о трагической гибели Криса в драке, в которую тот вмешался, чтобы разнять противников, а также о дальнейшей судьбе двух других его бывших друзей.
Фильм завершается строками писателя о Крисе, напечатанными на компьютере: «У меня никогда не было таких друзей, какие были в двенадцать лет. Господи, а бывает ли по-другому?»

## В ролях
- Уил Уитон — Гордон «Горди» Лашанс
- Ривер Феникс — Кристофер «Крис» Чамберс
- Кори Фельдман — Теодор «Тедди» Дюшан
- Джерри О’Коннелл — Вернон «Верн» Тессио
- Ричард Дрейфусс — 38-летний Гордон Лашанс (в титрах упоминается, как «Писатель» (англ. The Writer)
- Кифер Сазерленд — Джон «Туз» Меррилл
- Джон Кьюсак — Деннис «Денни» Лашанс
- Гари Райли — Чарли Хоган
- Кейси Семашко — Билли Тессио
- Бредли Грегг — Глаз
- Джейсон Оливер — Винс Дежарден
- Маршалл Белл — мистер Лашанс
- Фрэнсис Ли Маккейн — миссис Лашанс
- Брюс Кирби — мистер Квидечйолуо
- Уильям Брондер — Майло Прессман
- Скотт Бич — мэр Гранди
- Дик Дурок — Билл Трэвис

## Съёмочная группа
- Режиссёр: Роб Райнер
- Сценаристы: Рейнольд Гидеон и Брюс Эванс, по повести Стивена Кинга «Тело»
- Продюсеры: Андрю Шейнман, Брюс Эванс и Рейнольд Гидеон
- Оператор: Томас Дель Рут
- Художник-постановщик: Деннис Вашингтон
- Монтаж: Роберт Лейтон
- Композитор: Джек Нитцше
- Подбор актёров: Джанет Хёршенсон и Джейн Дженкинс

## История создания
В 1983 году сценаристы Рейнольд Гидеон и Брюс Эванс проявили большой интерес к этой повести Стивена Кинга и решили написать сценарий. Фильм «Тело» согласилась финансировать студия Embassy Pictures. Его режиссёром стал бывший актёр Роб Райнер, у которого к тому времени был успешный опыт режиссёрской работы в двух кинолентах. Когда производство фильма началось, студия Embassy Pictures была продана компании Coca Cola, которая владела студией Columbia Pictures. Новый владелец не проявил никакого интереса к фильму, и тогда бывший совладелец Embassy Pictures Норман Леар вложил в производство фильма личные средства в размере 8 миллионов долларов.
Съёмки основных сцен фильма с участием Уила Уитона, Ривера Феникса, Кори Фельдмана, Джерри О’Коннелла и других актёров начались в Орегоне 17 июня 1985 года в нескольких провинциальных городках штата (один из них — исторический городок Браунсвилл), впоследствии ставших вымышленным Касл-Роком. В августе съёмки продолжились в Калифорнии, где снималась сцена на железнодорожном мосту.
В марте 1986 года Columbia Pictures изменила своё первоначальное решение и выкупила права на мировой прокат у Леара. Однако в отношении названия фильма у руководства студии было недоумение, и Роб Райнер придумал другое название — «Останься со мной» — так называется песня Бена И. Кинга, которая звучит в финальных титрах. В мае, после просмотра отснятого материала было решено ввести ещё один персонаж — рассказчика (Ричард Дрейфусс), который появляется в начальной и финальной сценах ленты.
Выбор режиссёра на роль мальчиков был удачным: фильм отличается великолепным актёрским составом.
Ривер Феникс говорил о своем герое следующее: «Я обсуждал историю Криса с Робом. Я решил, что он должен быть старше, тринадцатилетним, и быть второгодником. Я существенно отличаюсь от Криса. Он никогда не покидал свой городишко, пока рос в нем, у него не было семьи, которая любила бы его так, как меня моя семья. И хотя в возрасте Криса я был также беден, но я был богат тем, что повидал много мест. Однако, как и Крис, я миротворец и дипломат в моей семье».

## Музыка

### Заглавная песня
Очень важную роль в фильме сыграла мелодия, ставшая главной темой картины и давшая ему название — лирическая баллада Лейбера-Столлера «Stand by Me», исполненная Беном И. Кингом. После выхода фильма на экраны эта композиция 1961 года вернулась на вершины хит-парадов по всему миру, а в UK Singles Chart заняла первое место.

### Саундтрек фильма
Звуковая дорожка состоит из классических хитов 1950-х. Общая продолжительность — 17 минут 56 секунд.
1. Buddy Holly — «Everyday»
2. Shirley & Lee — «Let The Good Times Roll»
3. The Del Vikings — «Come Go with Me»
4. The Monotones — «The Book of Love»
5. The Chordettes — «Lollipop»
6. Jerry Lee Lewis — «Great Balls of Fire»
7. The Bobbettes — «Mr. Lee»
8. Ben E. King — «Stand By Me»

## Награды и номинации
- 1987 — номинация на премию «Оскар» за лучший адаптированный сценарий (Рейнольд Гидеон, Брюс Эванс)[9]
- 1987 — две номинации на премию «Золотой глобус»: лучший фильм — драма, лучший режиссёр (Роб Райнер)[10]
- 1987 — три номинации на премию «Независимый дух»: лучший фильм (Эндрю Шейнман, Рейнольд Гидеон, Брюс Эванс), лучший режиссёр (Роб Райнер), лучший сценарий (Рейнольд Гидеон, Брюс Эванс)
- 1987 — премия «Молодой актёр» имени Джеки Кугана (Уилл Уитон, Ривер Феникс, Кори Фельдман, Джерри О’Коннелл)
- 1987 — номинация на премию Гильдии режиссёров США за лучшую режиссуру художественного фильма (Роб Райнер)[11]
- 1987 — номинация на премию Гильдии сценаристов США за лучший адаптированный сценарий (Рейнольд Гидеон, Брюс Эванс)
- 1986 — попадание в десятку лучших фильмов года по версии Национального совета кинокритиков США[12]

## Отсылки и пародии в популярной культуре
- Фильм пародируется в пятнадцатой серии седьмого сезона мультсериала «Гриффины». Также в конце восьмого эпизода 14 сезона мультсериала пародируется финальная сцена фильма.
- В седьмой серии третьего сезона мультсериала «Рик и Морти» сюжетная линия четырёх Морти основана на сюжете фильма.
- Четвертая серия сериала «Очень странные дела» называется The Body («Тело»), что отсылает к повести, по которой снят фильм «Останься со мной». Некоторые сюжетные линии сериала и этого фильма также имеют общие черты. Но самой явной отсылкой можно назвать сцену, когда мальчики долго идут по железнодорожным путям (пятая серия сериала). Она практически повторяет аналогичную сцену в фильме «Останься со мной». На кастинге сериала «Очень странные дела» актерам было предложено читать строки из сценария «Останься со мной»[13].
- Фильм пародируется в шестой серии второго сезона сериала «Эйфория»;
- Фильм упоминается в фильме «Лобстер» Йоргоса Лантимоса. В нем одна из героинь выбирает просмотр "Останься со мной" в качестве своего последнего желания.